# 子农合耳菊
子农合耳菊（学名：Synotis chingiana）是菊科合耳菊属的植物，是中国的特有植物。分布在中国大陆的云南等地，生长于海拔2,950米的地区，多生长在阔叶混交林中，目前尚未由人工引种栽培。

## 别名
子农尾药菊